# Sleep (Unix)
A sleep egy Unix program, melynek használata a folyamatok késleltetésére, várakozására használható.
A sleep felfüggeszti a folyamatokat bizonyos másodpercig (alapértelmezetten), percig, óráig vagy napig. 

## Használata
```
sleep 
number
[suffix]...
vagy:
sleep option
```

Ahol a number egy lebegőpontos szám, és a suffix egy opcionális attribútum, mely az idő mértékegységét adja meg.

### Attribútumok
```
s
 (másodperc)

m
 (perc)

h
 (óra)

d
 (nap)
```

### Opciók
```
--help
     kilistázza a sugót, majd kilép

--version
  kiadja a verzió számot, majd kilép
```

## Példák
```
sleep 5 
```

5 másodperces várakozásra készteti a terminált. Az alapértelmezett mértékegység a másodperc.
```
sleep 5h
```

5 órás várakozásra készteti a terminált
```
sleep 3h ; mplayer foo.mp3
```

A foo.mp3 lejátszásához 3 órát kell várni
Meg kell jegyezni, hogy például a sleep 5h30m és sleep 5h 30m alakok nem engedélyezett argumentumok. Ezzel szemben a sleep 5.5h engedélyezett. Egyes Linux implementációkban a sleep parancsnak engedélyezett a többszörös argumentum használata is, mint például a sleep 5h 30m, itt kötelezően kell tenni az óra és a perc közé egy szóközt.